# Phoma physciicola
Phoma physciicola är en lavart som beskrevs av Keissl. 1911. Phoma physciicola ingår i släktet Phoma, ordningen Pleosporales, klassen Dothideomycetes, divisionen sporsäcksvampar och riket svampar.  Arten är reproducerande i Sverige. Inga underarter finns listade i Catalogue of Life.